# سووچ-کولونگه
سووچ-کولونگه (به لهستانی:  Słucz-Kolonie) یک روستا در لهستان است که در گمینا راجووو واقع شده‌است.